# هلولة صغيرة
هلولة صغيرة (الاسم العلمي: Hellula parva) هي نوع من الحشرات تتبع جنس الهلولة من فصيلة عثث العشب.